# Sunrise Coigney

Sunrise Coigney beim Toronto International Film Festival 2008

Christina Sunrise Coigney (* 17. September 1972 in San Francisco, Kalifornien) ist eine US-amerikanische Schauspielerin.

## Leben und Karriere
Sunrise Coigney feierte ihr Schauspieldebüt in der Fernsehserie 100 Centre Street als Monica Robinson. Dabei stand sie in einer Folge gemeinsam mit Alan Arkin vor Kamera. Im gleichen Jahr erschien der Horrorfilm Campfire Stories, in dem sie die Rolle der Michelle spielte. Im Thriller In the Cut (2003), mit Meg Ryan und ihrem Ehemann Mark Ruffalo in den Hauptrollen, spielte sie die Rolle der jungen Mutter von Ryans Figur. Anschließend wirkte sie in zwei Folgen der Fernsehserie Line of Fire mit, in der unter anderem Leslie Bibb eine Hauptrolle erhielt. Die Serie wurde nach 13 Episoden abgesetzt. 2005 entschied sie sich, mit der Schauspielerei aufzuhören, um mehr Zeit mit ihren Kindern zu verbringen und ein Juweliergeschäft in Los Angeles zu eröffnen.
Seit Juni 2000 ist Coigney mit ihrem Schauspielkollegen Mark Ruffalo verheiratet, mit dem sie einen Sohn (* 2001) und zwei Töchter (* 2005 und 2007) hat. Sie und ihr Mann sind Besitzer der Boutique Kaviar and Kind in Los Angeles.

## Filmografie
- 2001: 100 Centre Street (Fernsehserie, Folge 1x11 Domestic Abuses)
- 2001: Campfire Stories
- 2003: In the Cut
- 2003–2005: Line of Fire (Fernsehserie, zwei Folgen)